# کنگره ملی هند
کنگره ملی هند (همچنین با نام حزب کنگره و به صورت مخفف با عنوان INC هم مشهور است) یکی از بزرگ‌ترین احزاب سیاسی هند است. این حزب در سال ۱۸۸۵ توسط آلن اکتاوین هیوم، دادابای نائوروجی، دینشاو واچا، وومش چاندرا بونرجی، سورندرانات بانرجی، منموهن گوش و ویلیام وددربورن تأسیس شد. این حزب با ۱۵ میلیون نفر عضو و بیش از هفتاد میلیون هوادار رهبری جنبش استقلال خواهی هند را علیه بریتانیایی‌های حاکم بر هند را بر عهده داشت. بعد از استقلال هند در سال ۱۹۴۷ این حزب کنگره توانست با رهبری خانواده نهرو و گاندی به حزبی ملی و سرشناس تبدیل شود. البته چالش در رهبری این حزب در دهه‌های اخیر بعضاً دیده شده است. در پانزدهمین مجلس ملی هند (لوک‌سابا) که شروع آن از سال ۲۰۰۹ بوده، اکثریتی ۲۰۶ عضوی از بیش از ۵۴۳ عضو مجلس از اعضای این حزب بوده‌اند. این حزب در حال حاضر ریاست جبهه متحد ترقی خواه را بر عهده دارد. حزب کنگره تنها حزبی است که در سه انتخابات هند طی سال‌های ۱۹۹۹، ۲۰۰۴ و ۲۰۰۹ بیش از صد میلیون رأی آورده است.
رهبر حزب ملکرجون خرگه است.
ارگان این حزب کنگره ساندش نام دارد. شاخه جوانان حزب با نام کنگره جوانان هند معروف است.
در انتخابات مجلس ۲۰۰۴ حزب ۱۰۳ ۴۰۵ ۲۷۲ رأی (۲۶٫۷٪، ۱۴۵ کرسی) دریافت کرد.